# Mantispa mandarina
Mantispa mandarina är en insektsart som beskrevs av Navás 1914. Mantispa mandarina ingår i släktet Mantispa och familjen fångsländor. Inga underarter finns listade i Catalogue of Life.